# ترهت
ترهت (به فرانسوی: Tréhet) یک کمون در فرانسه است که در Canton of Montoire-sur-le-Loir واقع شده‌است.

## خصوصیات
ترهت ۵٫۶۵ کیلومترمربع مساحت و ۱۲۳ نفر جمعیت دارد و ۵۸ متر بالاتر از سطح دریا واقع شده‌است.